# Volen Siderov

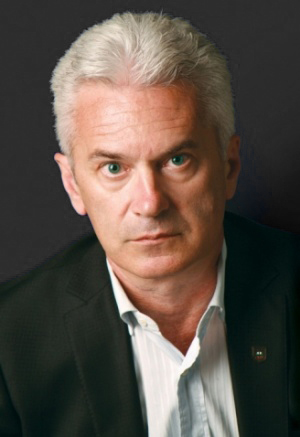
Volen Siderov 2011.

Volen Nikolov Siderov (bulgariska: Волен Николов Сидеров), född 19 april 1956 i Jambol, är en kontroversiell bulgarisk politiker och ordförande för det högernationalistiska partiet Ataka. Han är känd för sina hårda linjer mot Bulgariens minoriteter, speciellt romer och turkar.

## Bakgrund

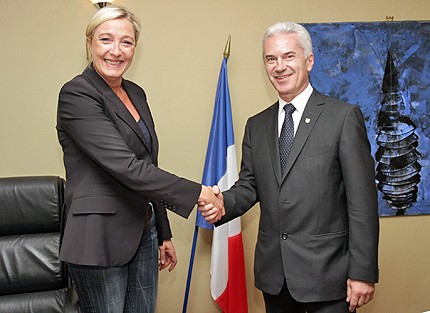
Marine Le Pen med Siderov 2012.

Siderov är utbildad fotograf och jobbade fram till 1989 som fotograf på det nationella museet för litteratur. Efter 1989 blev han aktiv i den nybildade Föreningen för mänskliga rättigheter. 1990 blev Siderov chefredaktör för den rikstäckande tidningen Demokratsia vars utgivare var dåvarande Demokratiska partiet. Siderov spelade en avgörande roll för denna mycket lästa dagstidnings tillkomst. 1992 blev han avskedad och bröt kontakten med sina dåvarande politiska kontakter och blev istället under en tid vice chefredaktör för den nationalistiska och konservativa tidningen Monitor. Han blev av okänd anledning även avskedad från denna post. Trots detta blev Siderov år 2000 tilldelad Bulgariens stora journalistpris av det bulgariska journalistförbundet.
Siderov blev därefter värd för TV-programmet Ataka (kanalen SKAT) där han gick till attack mot det rådande politiska etablissemanget och den omfattande korruption dess företrädare var inblandade i som en följd av deras nära samarbete med den organiserade brottsligheten. Siderov menar att han var den som tog upp problemen med de turkiska och romska minoriteterna. Dessa hade plötsligt börjat åtnjuta stora privilegier och sociala förmåner som inte bulgarerna själva var berättigade till, främst eftersom Bulgarien försågs med pengar från organisationer i väst som en följd av att västeuropeiska politiker rest runt i romernas kåkstäder och därefter rapporterat till EU.[källa behövs]
År 2002 deltog Siderov i en antiglobaliseringskonferens i Moskva med bland andra den amerikanske nynazisten David Duke och den marockansk-svenske förintelseförnekaren Ahmed Rami.
Under flera år ledde Siderov TV-programmet Ataka och bildade slutligen det nationalistiska partiet med samma namn, vilket i parlamentsvalen 2005 överraskande nog fick 8,14 % och därmed blev 4:e största parti i parlamentet. Plötsligt vände sig media och hela det resterande politiska etablissemanget emot honom[källa behövs] och han uppger själv att han blivit utsatt för minst ett mordförsök (bilolycka) efter valframgångarna. Sedan dess har Ataka förlorat nästan hälften av mandaten på grund av inre strider och utbrytningar. Resten av grupperingen har etablerat sig som ett eget parti med kontakter till högerpopulistiska partier i Europa som Front National i Frankrike, FPÖ i Österrike och det högerextrema Vlaams Belang i Belgien.
Siderov är gift med Kapka Georgieva.

## Väljare
Valforskare pekar på att Siderovs potential består av protestväljare, extrema nationalister och moderniseringsförlorare och i viss mån människor med lägre utbildning.
Sociologen Andrej Rajtjev vid opinionsmätningsinstitutet bbss Gallup konstaterade: "Han har dessutom den bästa valkampanjen. Han reser runt på landsbygden och mobiliserar sina anhängare medan de andra kandidaterna ser ut att ta det lugnare".